# آلترنیت پیکینگ
آلترنیت پیکینک نوعی از تکنیک نواختن گیتار است که درآن گیتاریست سیمهای گیتار را با وارد کردن ضربات متناوب و ممتد، هم از جهت بالا و هم از جهت پایین به ارتعاش درمی‌آورد. اگر این تکنیک در سرعت بالا و بر روی یک سیم خاص و یک نوت خاص اجرا شود به آن ترمولو پیکینگ یا پیکینگ دوبل گفته می‌شود.
این تکنیک بسته به قطعه ای که گیتاریست می‌نوازد، مزایای بی شمار و برخی معایب را به همراه دارد. به عنوان مثال، وقتی که قطعه ای از پاساژ سرعتی نواخته می‌شود، آلترنیت پیکینگ از خسته شدن دست راست جلوگیری می‌کند. در بسیاری از ریتم‌ها با سرعت‌های بالا نیز وجود این تکنیک در گیتار الزامی است و بدون آن تقریباً نواختن گیتار غیرممکن است.
از طرف دیگر با استفاده از این تکنیک، نواختن آرپژهای طولانی و با سرعت بالا تقریباً غیرممکن است.
این تکنیک در همه سبکهای موسیقی از جاز و بلوگراس، گرفته تا هوی متال شنیده می‌شود.